# Ryan Martinie
 (février 2017).
Si vous disposez d'ouvrages ou d'articles de référence ou si vous connaissez des sites web de qualité traitant du thème abordé ici, merci de compléter l'article en donnant les références utiles à sa vérifiabilité et en les liant à la section « Notes et références ».
Ryan Martinie (né le 6 août 1975 à Peoria, Illinois, États-Unis) est un bassiste américain, membre du groupe de metal Mudvayne.